# Любеново (област Плевен)
Вижте пояснителната страница за други значения на Любеново.
Лю̀беново е село в Северна България. То се намира в община Никопол, област Плевен.

## География
Село Любеново е известно с историческата местност Манастира, която се намира южно от селото.

## История
Село Любеново носи името на местния партизанин Любен Дочев от 26 септември 1949 г., когато и всъщност жителите му се преместват на сегашното си местоположение. Преди тази година те са живеели на близките хълмове и баири, а селото се е казвало Мършовица. По обясними причини жителите му предпочитат да запазят новото име на селото си.
Старото название е свързано с голяма чумна епидемия, която и всъщност е разделила някогашното поселище Три кладенци, намиращо се на няколко километра в южна посока. Там в днешно време няма нищо.

## Културни и природни забележителности
В махала Малка шума или местността Пасището се намират три паметника на загинали руски войни от Руско-турската Освободителна война 1877-1878 г.
1. Паметник над братска могила на 48 нисши чина от 123-ти Козловски полк, загинали при превземането на Никопол на 3 юли 1877 г.
2. Надгробен паметник на щабс-капитан Александър Озеров от 123-ти Козловски полк, смъртоносно ранен в Битката при Никопол на 3 юли 1877 г.
3. Надгробен паметник вероятно на подпоручик Кременецкий от 122-ри Тамбовски полк, убит при превземането на Никопол на 3 юли 1877 г. и погребан в с. Мършевица (Любеново).